# Gyrophaena keeni
Gyrophaena keeni är en skalbaggsart som beskrevs av Thomas Casey 1911. Gyrophaena keeni ingår i släktet Gyrophaena och familjen kortvingar. Inga underarter finns listade i Catalogue of Life.